# Бурбонский бракк
Бурбонский бракк (фр. Braque du Bourbonnais) — порода охотничьих собак, выведенная во Франции.
Бурбонский бракк имеет официальное признание в следующих кинологических федерациях: FCI (Международная кинологическая федерация), ACA (Американская кинологическая ассоциация), ACR (Американский реестр собак), AKC (Американский Кеннел Клуб), APRI (Американский реестр домашних животных), ARBA (Американская ассоциация редких пород), CKC (Канадский Кеннел Клуб), СКС (Континентальный Кеннел Клуб), DRA (Реестр собак Америки), NAVHDA (Североамериканская ассоциация охотничьих собак), NKC (Национальный Кеннел Клуб), UKC (Объединённый Кеннел Клуб).

## История породы
Порода Бурбонский бракк является одной из самых старых пород Франции. Похожие собаки упоминались в различных источниках ещё с XIV века, а в XVI веке итальянец Улиссе Альдрованди описал эту породу в своей энциклопедии как одну из европейских охотничьих пород собак.
В XVII веке Бурбонские бракки были в числе собак, содержащихся при Королевском охотничьем дворе Франции.
После Французской Революции поголовье собак этой породы было частично утрачено, упоминания о них почти исчезли. Но к 1820 году в письменных источниках снова появляется упоминание собак этой породы.
К середине XIX века порода была восстановлена и снова набрала популярность.
В 1925 году был создан первый международный породный клуб этих собак.
Первый стандарт породы был принят в 1930 году.
В 1982 году появился ещё один клуб этой породы.
В 1985 году порода получила признание в Международной кинологической федерации (FCI). В 1991 году стандарт породы FCI был обновлен до нынешнего.

## Внешний вид
Производят впечатление крупного, сильного животного среднего телосложения. Движения у собак этой породы лёгкие, размашистые. Во время движения рысью эти собаки обычно держат голову опущенной, а в стойке держит её высоко поднятой.
Рост в холке кобелей — 51—57 см, сук — 48—55 см. Вес кобелей — от 18 до 25 кг, сук — от 16 до 22 кг.
Голова округлая, без резких углов. Переход ото лба к морде выражен не сильно. Спинка носа прямая. Морда слабо заострённая, хорошо выражены губы и брыли. Мочка носа крупная, имеет тот же цвет, что и пятна на шерсти. Глаза небольшие, овальной формы, цвет — карий или янтарный. Уши висячие, тонкие, имеют треугольную форму. Шея широкая, крепкая, в основном гладкая. Допустимо наличие на ней небольших складок кожи.
Корпус квадратного формата, с выраженной холкой. Грудь широкая, довольно длинная, с выраженной линией рёбер. Поясница короткая, широкая. Хвост, при его наличии, поставлен низко, может быть как коротким, так и полностью отсутствовать. Лапы мускулистые, прямые, пальцы лапы плотно собраны, подушечки рельефные, сильно выраженные. Шерсть гладкая, короткая, плотная, хорошо прилегает к телу. Допустимые окрасы: каштаново-пегий, серо-пегий, серо-бежево-пегий. Для всех окрасов обязательно наличие мелкого крапа.

## Характер
Собаки породы Бурбонский бракк отличаются спокойным, не агрессивным характером. Дружелюбны по отношению к людям и своим сородичам. Не склонны к навязчивости в общении. В работе активны, подвижны.
Имеют высокую обучаемость, но для усвоения навыков и команд требуется достаточно длительное время.
В работе с ними требуется деликатный подход ввиду высокой впечатлительности этих животных и высокой подвижности их нервной системы.

## Применение
Бурбонский брак является охотничьей собакой, которая в настоящее время продолжает применяться охотниками для спортивных состязаний и рабочих испытаний.
Порода относится к подружейным собакам, применяемым преимущественно для охоты на птицу.
Также животные этой породы могут использоваться в качестве собаки-компаньона.